# Rambla del Raval
La Rambla del Raval es una calle ancha con forma de boulevard que se encuentra en el barrio de El Raval, en Barcelona. Fue inaugurada el 21 de septiembre del año 2000 y tiene una longitud de 317 metros, con inicio en la calle Hospital y fin en la calle Sant Pau.

## Antecedentes
La Rambla del Raval se encuentra en el actual distrito de Ciutat Vella de Barcelona. Esta zona de la ciudad no experimentó reformas urbanísticas importantes hasta el siglo XVIII, cuando el desarrollo de la industrialización y el crecimiento demográfico significaron la ampliación y reforma de algunos edificios. En esa época, en el barrio del Raval comenzaron a aparecer las primeras fábricas y por lo tanto a desarrollarse acciones puntuales, como la apertura de algunas calles. Sin embargo, no fue hasta la primera mitad del siglo XIX cuando comenzaron a realizarse obras de mayor importancia, como la construcción de nuevas calles y plazas.
Por otra parte, en el año 1859 comenzó el planeamiento por parte de Ildefonso Cerdá, con el Plan de Reforma y Ensanche de Barcelona. Dentro de este plan original, que tenía como objetivo integrar la ciudad vieja con el nuevo entramado urbano, se encontraba la propuesta de abrir calles rectilíneas en el centro de la ciudad. Aunque el Plan original nunca fue aplicado en su totalidad, esta idea de oxigenar el centro mediante la apertura de calles anchas siguió presente en planes urbanísticos durante todo el siglo XX, que retomaron sucesivamente la propuesta de Cerdá.

## Las reformas
A comienzos del siglo XX el barrio del Raval era una de las zonas más densamente pobladas de Barcelona, en la que sus habitantes sufrían duras condiciones de vida. La Guerra Civil Española y la dictadura franquista contribuyeron a su degradación social y urbana. Durante gran parte del pasado siglo el barrio fue conocido como 
“Barrio Chino”, nombre popularizado por el periodista Francisco Madrid en el periódico El Escándalo, haciendo referencia al ambiente del barrio, marcado por la pobreza, la delincuencia y la marginalidad.
Esta situación se mantuvo durante varias décadas, hasta la llegada de los años 80. A partir de la transición democrática, la Administración barcelonesa comenzó a desarrollar políticas de intervención urbanística, promoviendo la reforma de viviendas y la apertura de nuevos espacios, a partir de los Planes Especiales de Reforma Interior (PERI).

### El Pla Central del Raval
El PERI del Raval, aprobado en 1985, proponía la realización del llamado "Pla Central", una plaza cívica a lo largo de las calles San Jerónimo y Cadena, comparada por los autores del PERI con la Plaza Navona de Roma. Sin embargo, este proyecto no llegó a realizarse, ya que en 1995, y por encargo de la sociedad mixta PROCIVESA, los arquitectos Jaume Artigues, Josep Lluís Mayans y Miquel Roig, redactaron una modificación del PERI que convertía la plaza cívica en una especie de rambla arbolada. Esta operación comportaba también la destrucción de los edificios modernistas de los extremos de las calles Hospital y Sant Pau, preservados en el proyecto anterior: la casa Buxeres, la farmacia Sastre-Marqués y la casa Buenaventura Sellarés.
La apertura de la Rambla del Raval supuso el derribo de las cinco manzanas delimitadas por las calles Hospital, San Pablo, San Jerónimo y Cadena, con un total de 62 edificios. Estas dos últimas calles perdieron su nombre al integrarse al nuevo paseo. El espacio a derribar también afectaría tramos de las calles Aurora, San Rafael y San Martín, y la de San Antonio de Padua en su totalidad. La gran mayoría de vecinos afectados fueron realojados en nuevas (aunque no siempre de mejor calidad que las derribadas) viviendas construidas expresamente para este fin en las calles San Olegario y Maria Aurèlia Capmany.
La fase principal de las obras terminó en el año 2000, aunque durante los años siguientes continuaron las obras, ya que la sociedad mixta FOCIVESA (heredera de PROCIVESA) impulsó una operación de renovación urbana llamada "Illa Robador" entre la misma rambla y las calles San Rafael, Robador y San José Oriol, que incluía la construcción de un hotel de lujo (Barceló Hotels), un edificio de oficinas (sindicato UGT) y una manzana de viviendas, para lo cual se derribaron dos manzanas de edificios, algunos de ellos antiguas casas-fábrica.

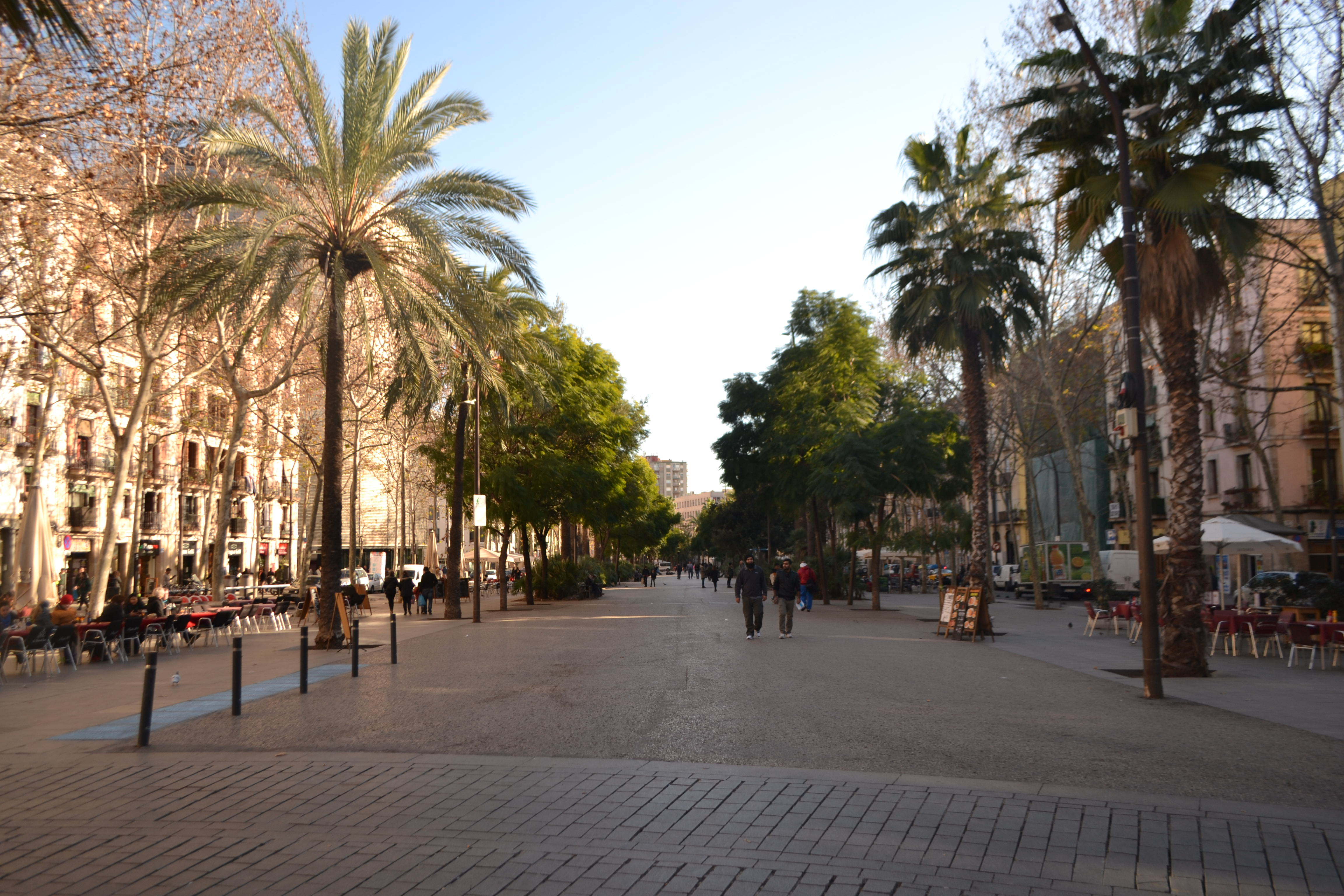
Rambla del Raval en el año 2014

## Polémica en torno a la construcción de la rambla

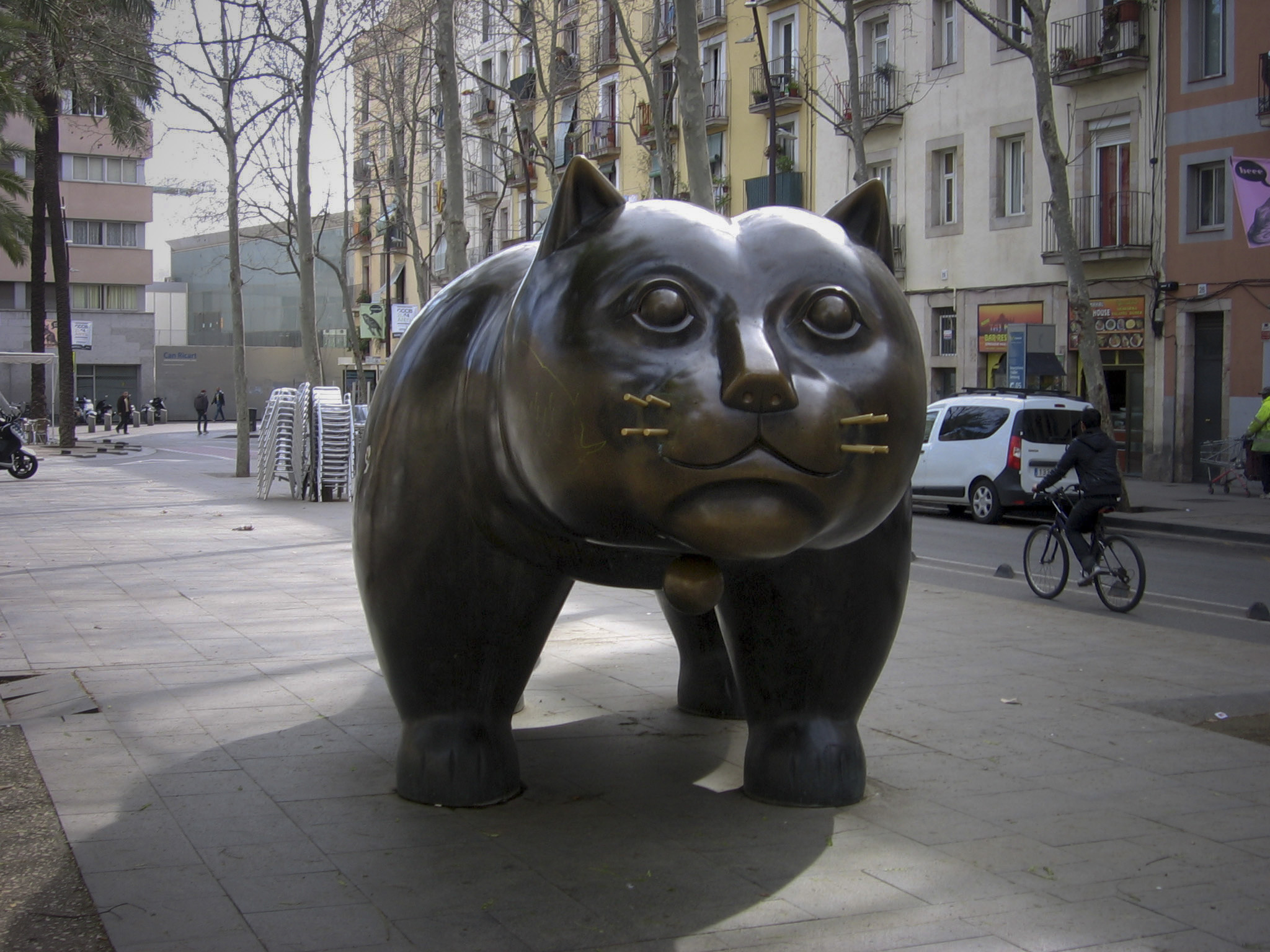
Gato de Botero, en la Rambla del Raval

El proceso de construcción de la Rambla del Raval contó con algunas voces críticas. Fundamentalmente, éstas apuntaron a dos aspectos. Por un lado, se criticó el hecho de que para construir la rambla se derribaron edificios históricos, como los modernistas citados anteriormente, o una de las casas donde vivió Antoni Gaudí cuando se trasladó a Barcelona. 
Por otro lado, las críticas apuntaron a la aparición de la especulación inmobiliaria, que se manifestó en la subida desmesurada de los precios de los alquileres apenas fue inaugurada la rambla.

## La rambla desde el 2000 a la actualidad
En 2003 fue colocado en la Rambla el Gato del escultor colombiano Fernando Botero, en 2008 fue inaugurado el hotel Barceló Raval sobre la plaza Vázquez Montalban donde también se encuentra la sede de la Unión General de Trabajadores, y en 2012 fue inaugurado el nuevo edificio de la Filmoteca de Catalunya en la plaza Salvador Seguí, a escasos metros de la rambla.
Hoy la Rambla es un lugar de encuentro y descanso para los vecinos del barrio, y cuenta con una activa oferta cultural y de ocio nocturno.